# Jacques Bellange
Jacques Bellange (c. 1575 - 1616) foi um pintor e gravurista francês. Foi um dos mais originais gravuristas do Maneirismo europeu, e as gravuras são as únicas obras suas cuja autoria é segura.